# Луїс Каррерас
Луїс Каррерас (ісп. Lluís Carreras, нар. 24 вересня 1972, Сан-Пол-да-Мар) — іспанський футболіст, що грав на позиції захисника. По завершенні ігрової кар'єри — тренер. Виступав, зокрема, за клуби «Барселона», «Мальорка» та «Атлетіко». Як футболіст — чемпіон Іспанії та володар Суперкубка Іспанії з футболу.

## Клубна кар'єра
Луїс Каррерас народився 1972 року в місті Сан-Пол-да-Мар, та є вихованцем футбольної школи клубу «Барселона». Розпочав виступи на футбольних полях у 1988 році в складі третьої команди клубу «Барселона», наступного року перейшов до другої команди клубу «Барселона», а в 1992 році дебютував у головний команді клубу. Щоправда за сезон зіграв лише 1 матч, проте отримав у складі клубу титул чемпіона Іспанії. З 1993 до 1995 року Каррерас грав у оренді в клубах «Реал Ов'єдо» та «Расінг», після чого повернувся до «Барселони», де грав до 1996 року.
У 1996 році Луїс Каррерас перейшов до клубу «Мальорка», в якому грав до 2001 року, та в 1998 році став у його складі володарем Суперкубка Іспанії з футболу.
У 2001 році футболіст перейшов до клубу «Атлетіко», в якому грав до 2003 року. Протягом 2003—2004 років Каррерас грав у складі клубу «Реал Мурсія». Завершив ігрову кар'єру футболіст у команді «Алавес», за яку виступав протягом 2004—2007 років.

## Виступи за збірні
У 1988 році Луїс Каррерас дебютував у складі юнацької збірної Іспанії, загалом на юнацькому рівні взяв участь у 5 іграх, відзначившись одним забитим голом.
Протягом 1992—1994 років Каррерас грав у складі молодіжної збірної Іспанії. На молодіжному рівні зіграв у 7 офіційних матчах.

## Кар'єра тренера
Луїс Каррерас розпочав тренерську кар'єру відразу ж по завершенні кар'єри гравця, в 2007 році увійшовши до тренерського штабу клубу «Алавес», а в 2009—2010 роках очолював другу команду клубу «Алавес». У 2010—2013 роках Каррерас працював головним тренером клубу «Сабадель». 2014 року Луїс Каррерас очолював свою колишню команду «Мальорка». Протягом 2015—2016 років Каррерас очолював тренерський штаб клубу «Реал Сарагоса». У 2017 році тренер очолював клуб «Хімнастік». У 2019 році Луїс Каррерас очолював японський клуб «Саган Тосу».

## Титули і досягнення
- Чемпіон Іспанії (1):

«Барселона»: 1992–1993
- Володар Суперкубка Іспанії з футболу (1):

«Мальорка»: 1998